# Myrmecophilus zorae
Myrmecophilus zorae is een rechtvleugelig insect uit de familie mierenkrekels (Myrmecophilidae). De wetenschappelijke naam van deze soort is voor het eerst geldig gepubliceerd in 1963 door Karaman.